# Robert Thomas
Robert Thomas (ur. 2 lipca 1999 w Aurora, Ontario, Kanada) – kanadyjski hokeista, gracz ligi NHL, reprezentant Kanady.

## Kariera klubowa
- London Knights (27.05.2015 - 28.09.2017)
- St. Louis Blues (28.09.2017 - nadal)
  -  London Knights (28.09.2017 - 8.01.2018)
  -  Hamilton Bulldogs (8.01.2018 - 2018)

## Kariera reprezentacyjna
- Reprezentant Kanady na  MŚJ U-20 w 2018

## Sukcesy
Reprezentacyjne
- Złoty medal z reprezentacją Kanady na  MŚJ U-20 w 2018

Klubowe
- Puchar Stanleya z zespołem St. Louis Blues w sezonie 2018-2019